# Affaire Roschacher
L'affaire Roschacher est une affaire politique suisse de la fin des années 2000, impliquant le procureur général de la Confédération, Valentin Roschacher et le conseiller fédéral Christoph Blocher.

## Faits

### Accusations de mauvaise gestion envers Roschacher
À la suite de plusieurs rapports très critiques dans les médias, Valentin Roschacher (procureur général de la Confédération) est accusé d'avoir mal géré le dossier à l'encontre d'Oskar Holenweger, banquier privé accusé de blanchiment d'argent résultant du trafic de drogues (à hauteur de 834 000 euros). Au vu de ces révélations, le conseiller fédéral Christoph Blocher, chef du DFJP, ordonne une enquête interne dans son domaine de compétence (le MPC étant séparé de l'administration fédérale).

### Rapport de la Commission de gestion et accusations envers Christoph Blocher
À l'été 2006, Valentin Roschacher démissionne de son poste de procureur général. Plus tard dans la même année, une sous-commission de la Commission de gestion du Conseil national (CdG-N) ouvre une enquête concernant le traitement de l'affaire Holenweger et la démission de Roschacher. Début août 2007, deux vice-procureurs généraux de la Confédération informent la CdG-N de l'existence d'un plan (nommé « plan H ») pour écarter Roschacher de son poste avec l'aide des médias et de politiciens, plan que certains journalistes n'hésitent pas à qualifier de complot.
Alors que le rapport n'est pas encore publié, le Conseil fédéral annonce le 5 septembre 2007 vouloir engager un consultant pour analyser le rapport de la CdG-N. Plus tard dans la même soirée, la CdG-N publie son rapport. Il est présenté en conférence de presse par la conseillère nationale Lucrezia Meier-Schatz. Le rapport se montre critique envers le conseiller fédéral Christoph Blocher sur deux points. D'une part, il est accusé d'avoir outrepassé ses compétences,, en particulier en ce qui concerne les indemnités de départ en faveur de Valentin Roschacher. D'autre part, le rapport reproche au conseiller fédéral de s'être entretenu avec un membre du Tribunal pénal fédéral (responsable de la surveillance « matérielle » du MPC), ce qui constitue une violation de la séparation des pouvoirs.
Il réfute ces accusations dans une tribune publiée le 2 octobre 2007 dans les journaux NZZ et Le Temps. 
Le Conseil national organise un débat urgent sur les conclusions du rapport lors de la session d'automne 2007, la dernière avant les élections fédérales. Celui-ci ne permet pas toutefois d'éclaircir la situation sur le plan H.

### Règlement des différends après la non-réélection de Christoph Blocher
Après sa non-réélection, Christoph Blocher exige de la Confédération une compensation financière pour le tort moral subi en conséquence des accusations portées à son endroit. Il finit par trouver un accord à l'amiable avec la Confédération en mars 2011. Oskar Holenweger est lui acquitté par le Tribunal pénal fédéral en avril 2011.